# 高橋幹子
髙橋 幹子（たかはし もとこ）は、日本の脚本家、小説家。Queen-B所属。

## 経歴
山形県飯豊町出身。北海道の短大を卒業後、地元に戻り農協に勤務。28歳の時に上京し、会社に勤務しながらシナリオ学校（シナリオ・センター）にて学ぶ。33歳の時に第20回フジテレビヤングシナリオ大賞の大賞（応募者数1,312人）を受賞。「戦士の資格」（フジテレビ、2008年12月29日）でプロデビューした。NHK奈良のドラマ万葉ラブストーリーの公募脚本でも最優秀賞（応募総数：572件）を受賞、「誰そ彼からの手紙」が2008年9月19日に放送されていた。2023年11月より脚本家事務所Queen-Bに所属。

## 参加作品

### テレビドラマ
- 万葉ラブストーリー 夏 第3話「誰そ彼からの手紙」（NHK、2008年9月19日）
- 戦士の資格（フジテレビ、2008年12月29日）
- BOSS CASE06 「天使? 悪魔? 天才少女の罠」（フジテレビ、2009年5月21日） - 脚本協力[7]
- 月の恋人〜Moon Lovers〜（フジテレビ、2010年） - 共同脚本
- KOI☆AGE 恋するアゲハ（BeeTV、2011年）[7]
- 時々迷々 第5回 「ヒデキに会いたい!」（NHK Eテレ、2011年6月10日）
- 中学生日記（NHK Eテレ）
  - 「出せないハガキ」（2011年9月23日）[7]
  - 「決断クラブ」（2012年2月3日）
- 東野圭吾ミステリーズ 第1話「さよならコーチ」（フジテレビ、2012年7月5日） - 共同脚本
- パーフェクト・ブルー（TBS、2012年） - 脚本協力
- たべものがたり 彼女のこんだて帖（NHK BSプレミアム、2013年）
- おとりよせ王子 飯田好実（メ〜テレ、2013年）
- スペシャルドラマ ちびまる子ちゃん（フジテレビ、2013年10月1日）
- 天誅〜闇の仕置人〜（フジテレビ、2014年）
- 素敵な選TAXI（フジテレビ、2014年） - 脚本協力
- だから荒野（NHK BSプレミアム、2015年） - 第4話・第5話・第7話・第8話 - 脚本協力 / 第6話 - 脚本
- 危篤スルー（日本テレビ、2015年）
- クズの本懐（フジテレビ、2017年）
- 瓜を破る〜一線を越えた、その先には（TBS、2024年）
- Sugar Sugar Honey（TOKYO MX、2024年）
- ビジネス婚-好きになったら離婚します-（MBS、2024年）
- シュガードッグライフ（朝日放送テレビ・テレビ朝日、2024年）
- 愛人転生 -サレ妻は死んだ後に復讐する-（MBS、2024年）
- 恋愛革命（朝日放送テレビ、2025年）

### テレビアニメ
- ちびまる子ちゃん（フジテレビ、2012年 −）
- おじゃる丸（NHK Eテレ、2015年 −）
- 明治東亰恋伽（2019年）[8]
- ラブオールプレー（2022年）
- 青のオーケストラ　(2023年)  ※放送時クレジット表記ミスあり。第12話は髙橋幹子が脚本担当

### 漫画原作
- 東京シェアストーリー（漫画：ただりえこ、月刊コミックゼノン（徳間書店）） - 第1巻（2015年10月20日発売） / 第2巻（2016年4月20日発売）

## 著書

### 恋愛短篇小説集
- 君に伝えたい／99通の想い - 2013年、泰文堂 ISBN 978-4803004397 [9]
- 失恋前夜／ホーム - 2013年、泰文堂 ISBN 978-4803004724
- 恋は、しばらくお休みです。／チルドレン - 2013年、泰文堂 ISBN 978-4803004793
- 幽霊でもいいから会いたい／かすかなひかり - 2014年、泰文堂　ISBN 978-4803006018

### ドラマ原作小説
- チェーンワールド - 2015年連載、オトナヘNovel

### エッセイ
- 山形新聞アートフロンティア連載　2016年 −